# Олірки (пам'ятка природи)
Олірки — ботанічна пам'ятка природи місцевого значення в Україні. Розташована в межах Болехівської міської ради Івано-Франківської області, на схід від села Поляниця. 
Площа 7,4 га. Статус надано згідно з рішенням обласної ради від 28.12.1999 року № 237-11/99. Перебуває у віданні ДП «Болехівський держлісгосп» (Поляницьке л-во, кв. 32, вид. 5, 7, 10). 
Статус надано з метою збереження частини лісового масиву в Сколівських Бескидах, на висоті 620 м над р. м. Зростає високопродуктивне, рідкісне для даних умов насадження, у складі якого — сосна чорна (реліктовий вид), бук європейський, смерека, ялиця. 